# Kurt Fuller
Kurt Fuller (San Francisco, 16 settembre 1953) è un attore statunitense.
È soprattutto un attore caratterista e viene scelto solitamente per ruoli di dirigenti o altre figure autoritarie, come poliziotti di alto rango.

## Biografia
La carriera di Kurt Fuller inizia nel 1984, anno in cui recita in un episodio di Supercar. Da quel momento in poi inizia a recitare in numerose serie televisive e film. È ricordato principalmente per le apparizioni nei film Una strega chiamata Elvira (1988) con Cassandra Peterson, Ghostbusters II (1989), Fusi di testa (1992), Scary Movie (2000), Auto Focus (2002), Terapia d'urto (2003) e La ricerca della felicità (2006) e anche nelle serie televisive Wildside (1985), Capital News (1990), That's My Bush! (2001), nel ruolo di Karl Rove, Alias (2003), Desperate Housewives (2005-2006), nel ruolo del Detective Barton, e Supernatural (2009-2010), nel ruolo dell'angelo Zaccaria.
È apparso anche come guest star in numerose serie televisive, tra cui vanno citate: New York New York, Avvocati a Los Angeles, In viaggio nel tempo, NewsRadio, Un detective in corsia, La signora in giallo,Timecop, Ally McBeal, Malcolm, Boston Public, Felicity, West Wing - Tutti gli uomini del Presidente, Detective Monk, Dr. House - Medical Division, Streghe, Carnivàle, Boston Legal, 4400, My Name Is Earl, Ugly Betty, Grey's Anatomy, Eli Stone e Glee. È apparso anche nella serie televisiva Psych nel ruolo del medico legale Woody.

## Vita privata
Kurt Fuller è sposato dal 1993 con l'attrice Jessica Hendra (figlia dello scrittore Tony Hendra), dalla quale ha avuto due figlie: Julia (1998) e Charlotte (2001).

## Filmografia

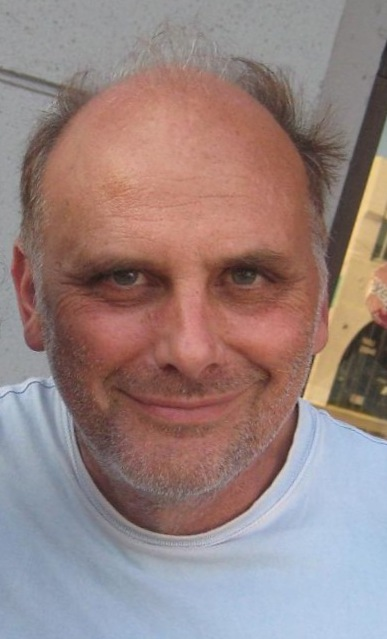
Kurt Fuller nel settembre 2008

### Cinema
- L'implacabile (The Running Man), regia di Paul Michael Glaser (1987)
- Danko (Red Heat), regia di Walter Hill (1988)
- Soluzione finale (Miracle Mile), regia di Steve De Jarnatt (1988)
- Una strega chiamata Elvira (Elvira: Mistress of the Dark), regia di James Signorelli (1988)
- Ghostbusters II - Acchiappafantasmi II (Ghostbusters II), regia di Ivan Reitman (1989)
- Senza esclusione di colpi (No Holds Barred), regia di Thomas J. Wright (1989)
- Verdetto finale (True Believer), regia di Joseph Ruben (1989)
- Il falò delle vanità (The Bonfire of Vanities), regia di Brian De Palma (1990)
- Priorità assoluta (Eve of Destruction), regia di Duncan Gibbins (1991)
- Bingo - Senti chi abbaia (Bingo), regia di Matthew Robbins (1991)
- Fusi di testa (Wayne's World), regia di Mike Myers (1992)
- La troviamo a Beverly Hills (Calendar Girl), regia di John Whitesell (1993)
- Reflections on a Crime, regia di Jon Purdy (1994)
- Stuart salva la famiglia (Stuart Saves His Family), regia di Harold Ramis (1995)
- Just Looking, regia di Tyler Bensinger (1995)
- The Fan - Il mito (The Fan), regia di Tony Scott (1996)
- Moonbase, regia di Paolo Mazzucato (1997)
- Falso tracciato (Pushing Tin), regia di Mike Newell (1999)
- Diamonds, regia di John Mallory Asher (1999)
- Scary Movie, regia di Keenen Ivory Wayans (2000)
- Un diamante con le ali (Angels in the Infield), regia di Robert King (2000)
- Repli-Kate, regia di Frank Longo (2002)
- Joshua, regia di Jon Purdy (2002)
- Auto Focus, regia di Paul Schrader (2002)
- Terapia d'urto (Anger Management), regia di Peter Segal (2003)
- Ray, regia di Taylor Hackford (2004)
- Non bussare alla mia porta (Don't Come Knocking), regia di Wim Wenders (2005)
- Fist in the Eye, regia di Mark Cartier (2006)
- La ricerca della felicità (The Pursuit of Happyness), regia di Gabriele Muccino (2006)
- Mr. Woodcock, regia di Craig Gillespie (2007)
- Superhero - Il più dotato fra i supereroi (Superhero Movie), regia di Craig Mazin (2008)
- Pericolosamente bionda (Major Movie Star), regia di Steve Miner (2008)
- Niente regole siamo al college (Van Wilder: Freshman Year), regia di Harvey Glazer (2009)
- Arrow Heads, regia di Andy Lerner - cortometraggio (2009)
- Group Sex (2010)
- The Prankster, regia di Tony Vidal (2010)
- BoyBand, regia di Jon Artigo (2010)
- Midnight in Paris, regia di Woody Allen (2011)
- The Silent Thief, regia di Jennifer Clary (2012)
- Love and Germophobia, regia di Tyler Spindel – cortometraggio (2012)
- Mr. Payback, regia di David Rock – cortometraggio (2013)
- Wrong Cops, regia di Quentin Dupieux (2013)
- Il cacciatore di donne (The Frozen Ground), regia di Scott Walker (2013)
- Accidental Love, regia di Stephen Greene (2015)
- Sound of Freedom - Il canto della libertà (Sound of Freedom), regia di Alejandro Monteverde (2023)

### Televisione
- Supercar (Knight Rider) – serie TV, episodio 2x17 (1984)
- Wildside – serie TV, 6 episodi (1985)
- L.A. Law - Avvocati a Los Angeles (L.A. Law) – serie TV, 3 episodi (1986-1994)
- New York New York (Cagney & Lacey) – serie TV, 1 episodio (1987)
- Hooperman – serie TV, 1 episodio (1987)
- Troppo forte! (Sledge Hammer) - serie TV, episodio 2x08 (1987)
- Due come noi (Jake and the Fatman) – serie TV, 2 episodi (1987-1988)
- The Van Dyke Show – serie TV, 1 episodio (1988)
- Capital News, regia di Allan Arkush – film TV (1990)
- Capital News – serie TV, 12 episodi (1990)
- Glory Days – serie TV, 1 episodio (1990)
- Shannon's Deal – serie TV, 1 episodio (1991)
- In viaggio nel tempo (Quantum Leap) – serie TV, 1 episodio (1991)
- Marilyn and Me, regia di John Patterson – film TV (1991)
- Laurie Hill – serie TV, 10 episodi (1992)
- The Heart of Justice, regia di Bruno Barreto – film TV (1992)
- Ellen – serie TV, 1 episodio (1994)
- Un detective in corsia (Diagnosis Murder) – serie TV, 3 episodi (1994-1996)
- News Radio – serie TV, 1 episodio (1995)
- Ebola: area di contagio (Virus), regia di Armand Mastroianni – film TV (1995)
- La signora in giallo (Murder, She Wrote) – serie TV, episodio 12x02 (1995)
- Timecop – serie TV, 9 episodi (1997-1998)
- Brooklyn South – serie TV, 1 episodio (1998)
- Dharma & Greg – serie TV, 1 episodio (1998)
- Chicago Hope – serie TV, 2 episodi (1998-1999)
- The Practice - Professione avvocati (The Practice) – serie TV, 1 episodio (1999)
- Il prezzo della giustizia (The Jack Bull), regia di John Badham – film TV (1999)
- Providence – serie TV, 2 episodi (1999-2001)
- Ally McBeal – serie TV, 2 episodi (1999-2002)
- In tribunale con Lynn (Family Law) – serie TV, 1 episodio (1999)
- Malcolm – serie TV, 1 episodio (2001)
- That's My Bush! – serie TV 8 episodi (2001)
- The Tick – serie TV, 1 episodio (2002)
- Boston Public – serie TV, 1 episodio (2002)
- West Wing - Tutti gli uomini del Presidente (The West Wing) – serie TV, episodi 3x20-3x21 (2002)
- Felicity – serie TV, 1 episodio (2002)
- The Guardian – serie TV, 1 episodio (2003)
- Giudice Amy (Judging Amy) – serie TV, 1 episodio (2003)
- Detective Monk (Monk) – serie TV, episodio 2x05 (2003)
- Alias – serie TV, 6 episodi (2003)
- Las Vegas – serie TV, 1 episodio (2004)
- Dr. House - Medical Division (House M.D.) – serie TV, 1 episodio (2005)
- Streghe (Charmed) – serie TV, episodio 7x14 (2005)
- Carnivàle – serie TV, 2 episodi (2005)
- Boston Legal – serie TV, episodi 2x02-2x03-2x04 (2005)
- Prima o poi divorzio! (Yes, Dear) – serie TV, episodio 5x02 (2005)
- Bones – serie TV, episodio 10x16 (2005)
- Desperate Housewives – serie TV, 5 episodi (2005-2006)
- Big Day – serie TV, 12 episodi (2006-2007)
- 4400 – serie TV, 1 episodio (2006)
- Studio 60 on the Sunset Strip – serie TV, 1 episodio (2007)
- The Batman – serie TV, 1 episodio (2007) – voce
- My Name Is Earl – serie TV, episodio 2x21 (2007)
- CSI - Scena del crimine (CSI: Crime Scene Investigation) – serie TV, episodio 7x21 (2007)
- Ugly Betty – serie TV, 1 episodio (2007)
- Shark - Giustizia a tutti i costi (Shark) – serie TV, episodio 2x02 (2007)
- Grey's Anatomy – serie TV, episodio 4x07 (2007)
- Hollywood Residential – serie TV (2008)
- Supernatural – serie TV, 8 episodi (2009-2010, 2019)
- Eli Stone – serie TV, episodio 2x12 (2009)
- Psych – serie TV, 33 episodi (2009-2014)
- Glee – serie TV, episodio 1x04 (2009)
- Men of a Certain Age – serie TV, 1 episodio (2010)
- Padre in affitto (Sons of Tucson) – serie TV, 1 episodio (2010)
- Fake It Till You Make It – serie TV, 1 episodio (2010)
- Drop Dead Diva – serie TV, 1 episodio (2010)
- Better with You – serie TV, 22 episodi (2010-2011)
- The Good Wife – serie TV, 7 episodi (2011-2016)
- Parenthood – serie TV, 5 episodi (2012-2014)
- Family Trap, regia di Shawn Levy – film TV (2012)
- Scandal – serie TV, 4 episodi (2013)
- Psych: il musical (Psych: The Musical), regia di Steve Franks – film TV (2013)
- Franklin & Bash – serie TV, episodio 4x07 (2014)
- Rosewood – serie TV, 1 episodio (2015)
- Psych: The Movie, regia di Steve Franks – film TV (2017)
- Law & Order - Unità vittime speciali (Law & Order: Special Victims Unit) – serie TV, episodi 19x12-20x01-20x02 (2018)
- Heathers – serie TV, 6 episodi (2018)
- La verità sul caso Harry Quebert (The Truth About the Harry Quebert Affair), regia di Jean-Jacques Annaud – miniserie TV (2018)
- Evil – serie TV, 38 episodi (2019-2024)
- Psych 2: Lassie Come Home, regia di Steve Franks – film TV (2020)
- Psych 3: This Is Gus, regia di Steve Franks – film TV (2021)

### Videogiochi
- L.A. Noire - Richard Coombs

## Doppiatori italiani
Nelle versioni in italiano delle opere in cui ha recitato, Kurt Fuller è stato doppiato da:
- Mino Caprio in L'implacabile, Un diamante con le ali, That's My Bush!, Detective Monk
- Enzo Avolio in Dr. House - Medical Division, The Good Wife (ep. 7x02, 7x18), Bull
- Antonio Sanna in Bingo - Senti chi abbaia, Il cacciatore di donne
- Stefano De Sando in Fusi di testa, Better with You
- Luciano Roffi in Auto Focus, The Good Wife (st. 3-6)
- Ambrogio Colombo in La verità sul caso Harry Quebert, Evil
- Oliviero Dinelli ne Il prezzo della giustizia, Shark - Giustizia a tutti i costi
- Renato Cortesi in Repli-Kate, Ray
- Francesco Pannofino in Terapia d'urto, Boston Legal
- Pierluigi Astore in Carnivàle (ep. 2x08), Supernatural (ep. 14x13)
- Dario Penne ne La ricerca della felicità, Supernatural (st. 4-5)
- Saverio Indrio ne La signora in giallo
- Vittorio De Angelis ne Il falò delle vanità
- Manlio De Angelis in The Fan - Il mito
- Paolo Buglioni in Risveglio nell'incubo
- Natale Ciravolo in Ally McBeal (ep. 2x17)
- Guido Ruberto in Ally McBeal (ep. 5x09)
- Romano Malaspina in Streghe
- Eugenio Marinelli in Falso tracciato
- Stefano Billi in Malcolm
- Paolo Lombardi in CSI - Scena del crimine
- Sergio Lucchetti in Alias
- Wladimiro Grana in Carnivàle (ep. 2x03)
- Angelo Nicotra in Desperate Housewives
- Franco Zucca in Grey's Anatomy
- Michele Gammino in Big Day
- Vladimiro Conti in Glee
- Germano Basile in Psych
- Stefano Mondini in Parenthood
- Carlo Valli in Midnight in Paris
- Francesco Orlando in Scandal
- Antonio Palumbo in Law & Order - Unità vittime speciali
- Franco Mannella in Accidental Love
- Roberto Stocchi in Rosewood
- Luca Dal Fabbro in BrainDead - Alieni a Washington
- Roberto Certomà in Shooter
- Gianni Gaude in Sound of Freedom - Il canto della libertà